# Route nationale 85 (Belgique)
Pour les articles homonymes, voir Route nationale 85.
La route nationale 85 est une route nationale de Belgique, située en Province de Luxembourg, qui relie Florenville à Bastogne. Elle commence à la frontière française où elle prolonge la route départementale 981 depuis Carignan. Son parcours suit un axe sud-ouest/nord-est et passe par Neufchâteau, au centre de la province.
Elle enjambe successivement la rivière Sûre à Vaux-sur-Sûre, la Vierre à Straimont et la Semois à Lacuisine.

## Description du tracé

### Communes sur le parcours
- Région wallonne
  -  Province de Luxembourg
    - Florenville
    - Herbeumont
    - Neufchâteau
    - Vaux-sur-Sûre
    - Bastogne

## Statistiques de fréquentation
| BK   | Début                    | Fin                         | Trafic moyen journalier (6h–22h, en milliers), | Trafic moyen journalier (6h–22h, en milliers), | Trafic moyen journalier (6h–22h, en milliers), | Trafic moyen journalier (6h–22h, en milliers), | Trafic moyen journalier (6h–22h, en milliers), | Trafic moyen journalier (6h–22h, en milliers), | Trafic moyen journalier (6h–22h, en milliers), |
| BK   | Début                    | Fin                         | 1985                                           | 1990                                           | 1995                                           | 2000                                           | 2005                                           | 2010                                           | 2015                                           |
| ---- | ------------------------ | --------------------------- | ---------------------------------------------- | ---------------------------------------------- | ---------------------------------------------- | ---------------------------------------------- | ---------------------------------------------- | ---------------------------------------------- | ---------------------------------------------- |
| 6,8  | Florenville (Lacuisine)  | Herbeumont (Straimont-Gare) | 1,5                                            | 1,6                                            | 1,1                                            | 1,5                                            | 1,5                                            | –                                              | –                                              |
| 35,3 | Neufchâteau (Molinfaing) | Vaux-sur-Sûre               | 1,3                                            | 2,2                                            | 1,8                                            | 1,7                                            | 3,4                                            | –                                              | –                                              |